# Џејмс Медисон
Џејмс Медисон (енгл. James Madison; Порт Конвеј, 16. март 1751 — Монтпилијер, 28. јуна 1836) је био амерички политичар и државник, најпознатији по томе што је служио као четврти по реду председник САД (1809—1817). Такође је познат по томе што је, заједно с Џон Џејем и Александром Хамилтоном написао Федералистичке списе, једно од најславнијих дела у историји политичке мисли. Хамилтон такође ужива репутацију Оца америчког устава.
Медисон, син угледног земљопоседника из Вирџиније, је учествовао у рату за независност као члан Континенталног конгреса од 1780. до 1783. године. Поставши уверен како је конфедерални систем преслаб за потребе нове државе, заговарао је јачање централне власти у односу на државе-чланице. Био је једна од кључних особа на Уставној конвенцији у Филаделфији на којој је 1787. године донет нови Устав - који је и данас на снази. Након тога је учествовао у изради Федералистичких списа како би наговорио јавност држава да ратификују Устав.
Рад на изградњи Устава је Медисон наставио и као заступник у првим сазивима америчког Конгреса. Године 1790, су на његову иницијативу донети амандмани, који утемељују људска и грађанска права у САД, познати као Повеља о правима.
Средином 1790—их Медисон је, одбацио своје федералистичке ставове и прикључио се новоствореној Демократско-републиканској странци на челу с Томасом Џеферсоном, која се залагала за слабу централну власт и права држава. Када је Џеферсон 1801. године изабран за председника, Медисон је постао његов државни секретар.
Џеферсон и Медисон су, као поклоници француске револуције, из идеолошких разлога подржавали Француску у тадашњем сукобу са Великом Британијом, и изјављивали како ће захваљујући британској заузетости у Европи моћи америчкој федерацији прикључити Канаду.
Медисон је 1808. године изабран за председника, а његов мандат је био обележен све већом ескалацијом напетости с Британцима, и припремама америчке јавности за оно што је тада било познато као Рат господина Медисона. Осим у североисточним државама, тешко погођеним економским ембаргом против Британије, тај је рат стекао велику популарност па је Мадисон глатко изабран за други мандат 1812. године. Мандат му је трајао до 1817. године.
Међутим, Медисон је, слично као и Џеферсон, из идеолошких разлога сматрао да САД као демократска држава не смеју да имају снажну стајаћу војску или ратну морнарицу. То је САД скупо коштало када је рат коначно избио па се испоставило да млада држава ипак није у стању да се носи с британском војном и поморском моћи. Американци су у рату доживели тешке поразе, али је победа у Њу Орлеансу - извојевана 15 дана након склапања мировног споразума - Медисону, његовој странци и будућим америчким историчарима омогућила да тај фијаско представе као блиставу победу.
Крај мандата је провео настојећи да спречи Конгрес да одобри изградњу путева, канала и других објеката те на тај начин установи федералну власт на рачун држава-чланица.
Пензионисао се и повукао на своје имање у Вирџинији.
Учествовао је са Џеферсоном у стварању Универзитета у Вирџинији и касније био његов ректор (1826-36).